# Ernest D. Courant
Ernest David Courant, geboren als Ernst David Courant (* 26. März 1920 in Göttingen; † 21. April 2020 in Ann Arbor, Michigan), war ein deutschamerikanischer Physiker.

## Leben
Courant war der Sohn des Mathematikers Richard Courant sowie Nerina (Nina) Runges, einer Tochter des Mathematikers Carl Runge, und hatte deshalb schon seit frühester Jugend zahlreiche Kontakte zu den exakten Wissenschaften.
Mit der Machtübernahme der Nationalsozialisten zog die Familie (Courant hatte jüdische Wurzeln) über England (Cambridge) nach New York. Er besuchte die Fieldston School und studierte ab 1936 Physik am Swarthmore College und promovierte 1943 an der University of Rochester. Ab 1948 arbeitete er am Brookhaven National Laboratory, wo er auch bis weit nach seinem Ruhestand blieb. Ab 1955 war er dort ständiges Mitglied, ab 1960 Senior Scientist und seit 1990 Distinguished Emeritus Scientist. 1966 bis 1986 war er zusätzlich Adjunct Professor an der State University of New York at Stony Brook. Er war unter anderem Gastwissenschaftler am Fermilab (1968/69), dem CERN (1974), der Universität Cambridge (1956), Gastprofessor an der Princeton University (1950/51) und der Yale University (1961/62).
Courant war ein Pionier in der Entwicklung von Teilchenbeschleunigern. 1952 entwickelte er mit M. Stanley Livingston und Hartland Snyder das starke Fokussierungsprinzip für Synchrotrone, das es ermöglichte, die Teilchenstrahlen zusammenzuhalten, und eine wichtige Voraussetzung für Teilchenbeschleuniger immer höherer Energie war. Kurz darauf stellte sich heraus, dass das Konzept schon 1949 von Nicholas Christofilos entdeckt und patentiert worden war, mit dem man sich aber bald darauf einigte.
Courant war seit 1976 Mitglied der National Academy of Sciences.
1987 erhielt er den ersten Robert R. Wilson Prize der American Physical Society und 1986 den Enrico Fermi Award des Department of Energy. Er erhielt auch den Boris Pregel Preis der New York Academy of Sciences.

## Schriften
- Early History of the Cosmotron and AGS at Brookhaven. In: Brown, Dresden, Hoddeson (Hrsg.): From Pions to Quarks. Particle Physics in the 1950s. Cambridge University Press, 1989.